# ضريح زيد بن حارثة
مقام وضريح الصَّحابي زيد بن حارثة، ويقع في بلدة المزار الجنوبي في محافظة الكرك، وهو عبارة عن بناءٍ حديثٍ يعلوه قُبّة حجريّة في داخله ضريح يُنسب للصَّحابي زيد بن حارثة القائد الأوّل في معركة مؤتة. تم إعادة إعمار الضريح عام 1997 ليصبح ضمن مسجد جعفر الطيار في الناحية الشرقية محاذيًا للبوابة الشرقية للمسجد والذي يضم أيضًا ضريح جعفر بن أبي طالب، وجرى الربط بينهم بأروقة.